# Euphorbia robivelonae
Euphorbia robivelonae là một loài thực vật thuộc họ Euphorbiaceae. Đây là loài đặc hữu của Madagascar. Môi trường sống tự nhiên của chúng là sông có nước theo mùa ngòi. Chúng hiện đang bị đe dọa vì mất môi trường sống.